# Léontine de Mibielle
Louise Josèphe Luperce de Mibielle-Dubernier, dite Léontine de Mibielle, épouse Thore, née le 7 décembre 1816 à Eauze au château d'Esplavis, décédée le 25 octobre 1861 au même lieu, est une poétesse française.

## Biographie
Elle est la fille de Jacques Donatien de Mibielle-Dubernier (1768-1831), Maire de Eauze (1816-1830) et de Louise Joséphine Berès (1791-1849). Elle a une sœur, Josèphe de Mibielle (1810), et est la cousine de Jean François Doat (1801-1869) homme politique, notaire et avocat royal.
Elle épouse le sieur Thore en 1839. On peut voir son portrait dans la galerie des Illustres de la mairie d'Auch, où elle est d'ailleurs la seule femme. Elle fut vers 1850 une amie proche, d'Alphonse de Lamartine.

## Œuvres
Elle est connue notamment pour :
- son éloge de Clémence Isaure, par Mme Léontine Thore, née de Mibielle (1859) à l'Académie des Jeux floraux[3]
- à l'Académie des Jeux floraux. À mes filles, stances par Mme Léontine Thore, née de Mibielle (1861)[4]
- pour ses poèmes - Léontine de Mibielle[5].

## Prix et distinctions
Elle fut primée par l'Académie des jeux floraux de Toulouse pour ses poèmes (en 1839, 1843 et 1847).